# Possum

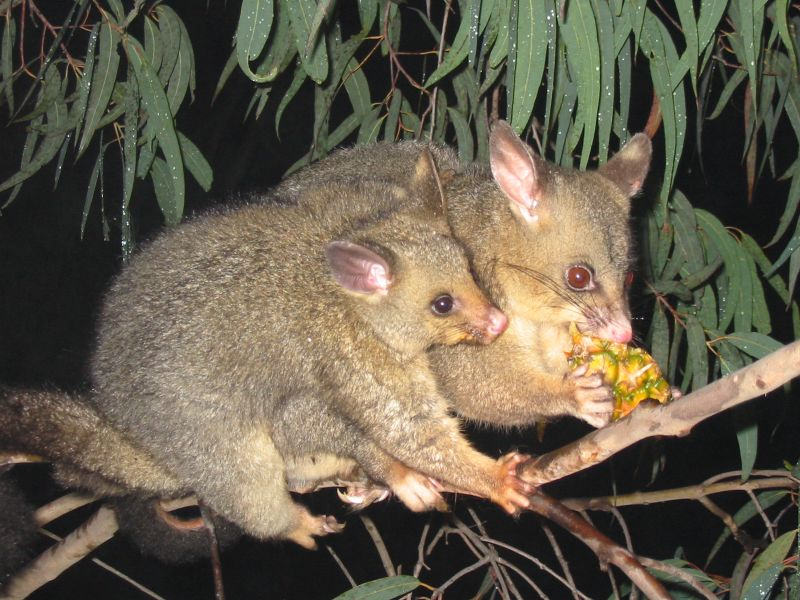
Der Fuchskusu ist eine der als "Possum" bezeichneten Tierarten

Als Possums werden eine Reihe von Beutelsäugern der Ordnung Diprotodontia aus Australien und Neuseeland bezeichnet, namentlich ein Großteil oder auch alle Vertreter der Unterordnung Phalangeriformes. Der vorwiegend im Englischen verwendete Begriff taucht manchmal auch im Deutschen auf. Possums sind nicht mit den Opossums zu verwechseln, einer in Amerika beheimateten Gruppe von Beutelratten.

## Arten
Unter anderem folgende Tiere werden, vor allem im englischen, als Possum bezeichnet:
- Bilchbeutler (Burramyidae) (engl. Pygmy possum)
- Gleitbeutler (Petauridae), darunter Gleithörnchenbeutler (engl. Gliding possum), Hörnchenbeutler (engl. Leadbeater's possum oder Fairy possum) und Streifenbeutler (engl. Trioks possum oder Striped possum)
- Honig- oder Rüsselbeutler (Tarsipes rostratus) (engl. Honey possum)
- Ringbeutler (Pseudocheiridae) (engl. Ring-tailed possum)
- Zwerggleitbeutler (Acrobatidae), mit dem Federschwanzbeutler (engl. Feather-tailed possum) und dem Schmalfuß-Federschwanz-Gleitbeutler (engl. Feathertail glider oder Pygmy gliding possum)
- Kusus (Trichosurus) (Brush-tailed Possum)

## Possum in Neuseeland
Um einen Fellhandel zu etablieren, importierten die Engländer 1858 den in Australien heimischen Fuchskusu (Trichosurus vulpecula) nach Neuseeland. Ohne natürliche Feinde außer den menschlichen Fallenstellern explodierte die Population, gilt folglich als Invasive Art und wird entsprechend bekämpft.